# Sudak
Sudak (in russo ed ucraino: Судак, Sudak; in lingua tatara di Crimea: Судакъ, Sudaq; in italiano: Soldaia, desueto) è una città della Crimea di circa 15 368 abitanti (al 2012), situata nella penisola di Crimea.
Situata a 57 km ad ovest di Feodosia (dove ha sede la stazione ferroviaria più vicina) e a 104 km a est di Sinferopoli, la capitale della Crimea, è luogo di villeggiatura e centro culturale oltre che apprezzata località balneare.
Ospita un'antica fortezza, conosciuta come fortezza dell'antica Repubblica di Genova presente in quel luogo al tempo delle colonie genovesi. La fortezza è la meglio conservata della costa settentrionale del mar Nero.

## Storia

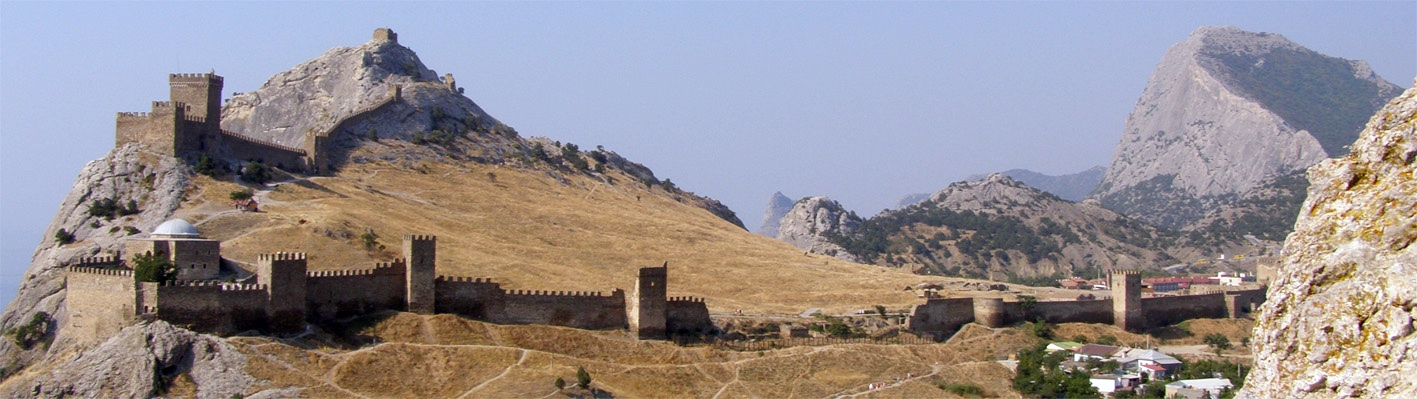
Fortezza della Repubblica di Genova

Si ritiene che la città sia stata fondata nell'anno 212 quando vi si insediò una comunità di popolazioni nomadi denominate alani anche se talune fonti indicano un'epoca posteriore (VII secolo) e come fondatori dei mercanti greci provenienti da Bisanzio o di etnia sogdiana (le venne infatti inizialmente attribuito il nome di Σουγδαία, Soughdaya, in Antico slavo ecclesiastico Сурож, Surozh). Nel VI secolo Giustiniano I dell'Impero Romano d'Oriente ordinò la costruzione di una fortezza.
I cazari l'attaccarono e la conquistarono nel VII secolo dandole il nome di Suğdaq. Attaccata in inizio di IX secolo dai russi, rimase fino al 1016 nuovamente sotto il controllo dei cazari prima che i bizantini sconfiggessero il loro capo Georgeios Tsulo. Da allora la città conservò una sorta di autonomia all'interno dell'impero bizantino.
Sudak fu distrutta dai cumani alla fine dellXI secolo e successivamente sottoposta ancora a danneggiamenti dai kipčaki e dai tatari (1223 e 1239. Anni dopo la città fu occupata dai veneziani che la cedettero ai genovesi nel 1365. I veneziani giunsero all'inizio del XIII secolo e chiamarono la città Soldaia: fra coloro che vi soggiornarono vi furono anche Niccolò e Matteo Polo, padre e zio di Marco Polo.
Gli ottomani la conquistarono nel 1475 tenendola, al pari del Principato di Teodoro, come minuscola unità amministrativa dell'Impero ottomano, per poi cederla definitivamente al Khanato di Crimea spalleggiato da Gedik Ahmet Pascià.
Per tutto il XII secolo e nel XIII secolo Sudak mantenne il ruolo di importante centro commerciale di scambio di merci da e per l'Oriente e una porta sulla via della seta e questo nonostante i danneggiamenti subiti nei secoli. Nel 1224 la città fu tenuta e fortificata dall'esercito e dalla flotta dei selgiuchidi del Sultanato di Rum fatti giungere da Sinope.
Nel 1771, Sudak fu occupata dall'esercito della nobile famiglia Rumjancev passando definitivamente, dodici anni dopo, con il resto della Crimea, all'impero russo. Anche se il dato storico è talvolta contestato, l'instabilità politica che in quel periodo attraversò quella zona, portò ad un massiccio fenomeno migratorio, con espulsioni di buona parte della popolazione di fede cristiana, ordinate nel 1778 anche da parte del conte Pavel Sergeevič Potëmkin. In conseguenza dello spopolamento, la città si ridusse in breve tempo a piccolo villaggio fino ad avere, stando al censimento del 1805, appena trentatré abitanti.
Nel 1804 venne aperta a Sudak - che ha acquisito l'attuale status di città solo nel 1982 - la prima scuola russa di viticoltura, tuttora attiva.

## Popolazione
La composizione degli abitanti secondo i dati del censimento del 2001:
| Gruppi etnici    | Dati percentuali |
| Russi            | 64,3 %           |
| Ucraini          | 19,4 %           |
| Tatari di Crimea | 9,8 %            |

| 1926  | 1939  | 1966  | 1989   | 2001   | 2005   |
| ----- | ----- | ----- | ------ | ------ | ------ |
| 1.877 | 3.247 | 8.100 | 15.316 | 15.050 | 14.590 |

## Economia

### Turismo
Sudak è una stazione turistica assai popolare: offre ai suoi ospiti spiagge disposte lungo il litorale che si affaccia sulla omonima baia di Sudak; alle spalle fa da corona una catena di montagne in cui si erge la fortezza genovese. Nell'interno si possono visitare numerose cantine per la produzione di vino. A breve distanza di Sudak, in direzione ovest, vi è Novyj Svet, sede di una riserva naturale e di interessanti grotte oltre che apprezzabili spiagge.